# C/1851 P1 (Brorsen)
C/1851 P1 (Brorsen), también denominado como 1851 III, es un cometa de periodo largo descubierto el 1 de agosto de 1851 por el astrónomo danés Theodor Brorsen desde el desaparecido Observatorio de Senftenberg (hoy Žamberk), el cuarto de los cometas descubiertos por él. Los cálculos de su órbita indicaban que tenía una órbita parabólica pero cálculos modernos sobre las mismas observaciones realizadas en su tiempo muestran que su órbita es elíptica con una alta excentricidad de 0,9986 y no se espera su retorno hasta dentro de unos 18.000 o 19.000 años y pase a una distancia de 0.986 UA de la Tierra. Su origen probablemente está en el Disco disperso de objetos transneptunianos.